# Cyrtodactylus buchardi
Cyrtodactylus buchardi là một loài thằn lằn trong họ Gekkonidae. Loài này được David, Teynié & Ohler mô tả khoa học đầu tiên năm 2004. Chúng là loài đặc hữu của tỉnh Champassak (Lào).